# Antônio Pereira
Antônio Pereira é um distrito do município brasileiro de Ouro Preto, no interior do estado de Minas Gerais. Segundo o censo demográfico de 2022, realizado pelo Instituto Brasileiro de Geografia e Estatística (IBGE), sua população era de 4 710 habitantes e havia 1 524 domicílios particulares permanentes ocupados. Possui área de 119,79 km² conforme a Fundação João Pinheiro (FJP). Foi criado pela lei provincial nº 184 de 3 de abril de 1840.
Possui altitude média de 860 metros. Dista 26 km do distrito-sede. A chegada ao local ocorre principalmente pelo meio viário, atráves da MG-129, que passa pelo município de Mariana. Em 2023 foi inaugurada uma nova via, a Estrada da Purificação, que dá acesso direito ao seu distrito-sede.
É conhecido por sofrer pela exploração agressiva de recursos ambientais, realizadas pelos garimpos ilegais e mineradoras.
Faz fronteiras com o distrito-sede ouro-pretano e São Bartolomeu, e com as cidades de Santa Bárbara e Mariana.

## História

### Fundação

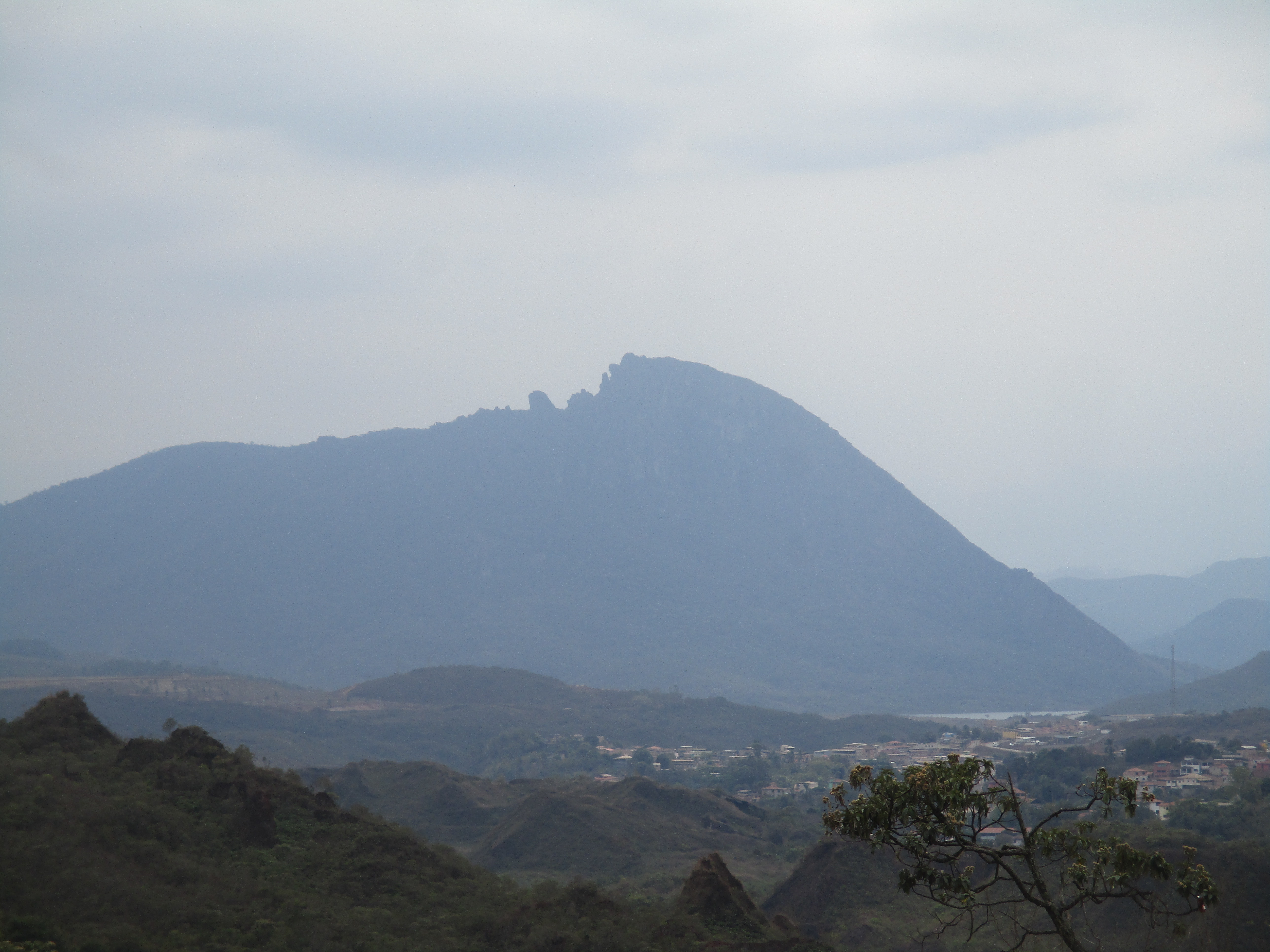
Antônio Pereira vista da Cachoeira da Lajinha

Sua origem é datada de 1693 com a chegada do bandeirante português Antônio Pereira Machado para exploração de ouro, nomeando o local de Bom Fim do Mato Dentro. O potencial de exploração atraiu outros bandeirantes como Antônio Mateus Leme, Antônio Pompeu Tanques e o Padre João Inhaia, tendo sido fundadas várias minas como as do Romão, Mata-Mata, Macacos, Manoel Teixeira, Capitão Simão e as fazendas do Barbaçal, Mateus das Moças e Rocinha. Muitos pesquisadores acreditam que Padre João Anhaia foi o verdadeiro fundador do povoado, pois o bandeirante Antônio Pereira, por conta dos animais selvagens, acabou abandonando a região.
O crescimento do povoado se deu em torno da capela de Nossa Senhora da Conceição que foi construída em 1703. Em 1720, a então capela foi elevada à condição de Matriz. Por volta de 1830, a dita Matriz pegou fogo, naquele contexto a mineração já estava em baixa e não havia recursos para a sua reconstruição. A paroquia acabou sendo transferida para o distrito de Camargos. Mais tarde, em 1844, foi construida uma capela de madeira em invocação a Nossa Senhora das Mercês, onde realizava-se os principais oficios religiosos e festas.
Atualmente, a mais importante festa religiosa do distrito é dedicada a Nossa Senhora da Conceição da Lapa, que atrai peregrinos todos os dias.

### Crescimento
Entre os séculos XVIII e XIX, a principal atividade econômica do local era a extração do ouro, e por conta dos picos de grandes volumes extraídos, houve um enorme crescimento da área urbana do povoado. Por volta de 1750, segundo os dados existentes, a população do povoado já chegava em mil habitantes, com 157 residências e inúmeros comércios, além de edifícios públicos. Nesse contexto, novas irmandades e capelas foram edificadas, como as dedicadas a Santo Antônio, Nossa Senhora da Natividade e Senhora de Santana.
O distrito só foi incorporado a Vila Rica, atual Ouro Preto, em 1840, por meio da lei nº 184. Em 1911 a situação do distrito foi regulamentada, por meio da Lei Estadual nº 556.

### Minério de ferro

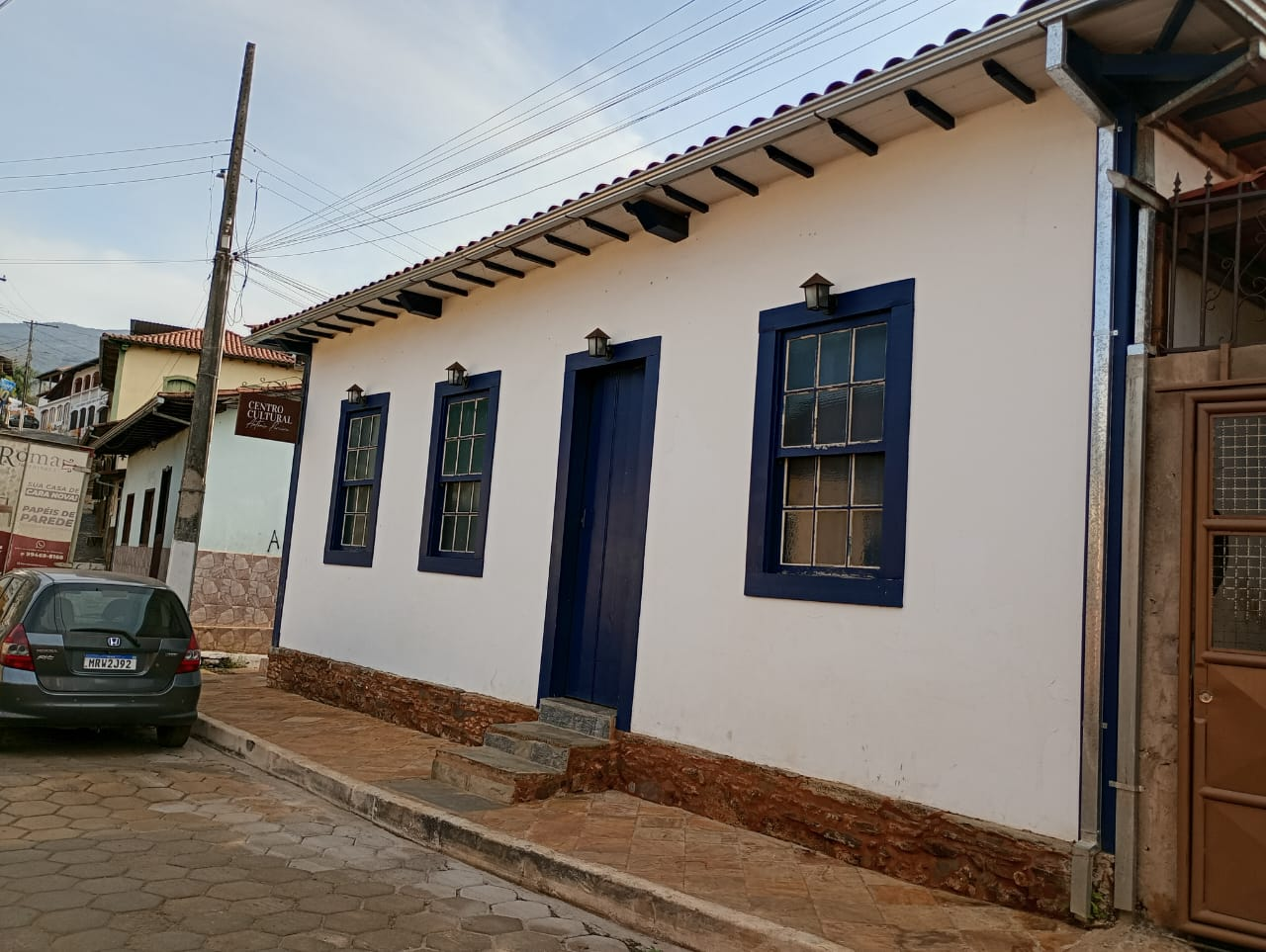
Centro Cultural de Antônio Pereira. O centro conta a história local e possui artefatos que remontam ao tempo da escravidão.

Wilhelm Ludwig Von Eschwege, em 1811, foi um dos primeiros geólogos a constatar a existencia de grandes jazidas de minério de ferro na região. Entre 1816 e 1822, Saint-Hilaire, durante suas visitas e pesquisas na região, a serviço do governo francês, chegou aos mesmos resultados. Os relatos de Hilaire também são importante por tratarem do modo tradicional de existência dos garimpeiros em Antônio Pereira. Escreveu "que trabalhavam com as próprias mãos e faziam pausas para o descanso, entretanto, quando encontravam ouro suficiente para satisfazer as suas necessidades não voltavam ao trabalho até que se findassem estes recursos", demonstrando que a exploração do solo não possuia um viés exploratório como nos dias atuais.
Em 1910 ocorreu o Congresso de Estocolmo, em que as jazidas de ferro brasileiras foram apresentadas ao capital internacional. No decorrer do século ocorreram diversas pesquisas na região, principalmente em torno da Fazenda de Timbopeba. Em 1984, foi inaugurado o complexo Timbopeba pela então Companhia Vale do Rio Doce, atual Vale. A partir dos anos 2000/10, ocorreu um aumento no número de domicílios no distrito, demonstrando um crescimento de forma precária, pois, estes domicílios não possuem acesso ao saneamento básico, sendo o pior índice dos distritos de Ouro Preto no que se refere ao abastecimento de água e saneamento.

## Mineração
A principal atividade economica do distrito é a mineração. Na região existem dois principais complexos, o Complexo do Timbopeba, da mineradora Vale, e também parte do Complexo da Samarco, neste caso suas cavas, Unidades de Tratamento de Minérios e administração. Por conta da mineração, diversos problemas assolam o distrito atualmente, como o aumento dos índices de criminalidade e violência, tráfico de drogas, exploração sexual de crianças e adolescentes, gravidez precoce e prostituição, dentre outros.
Atualmente foi instalado o pólo industrial de Antônio Pereira para atrair indústrias de pequeno e médio porte na tentativa de sanar parte dos problemas da área mais pobre do distrito, e diversificar a economia.

### Garimpo tradicional
Também existe, em menor escala, a extração de pedra para a construção civil, na Pedreira Santa Efigênia; o garimpo de ouro no Córrego da Água Suja e de topázio imperial na subida da Lapa, todas atividades artesanais, tradicionais, com origens no período colonial.

### Barragem do Doutor
Em 2001, com o esgotamento da capacidade de armazenamento dos rejeitos da barragem Timbopeba, foi construída a barragem do Doutor. O objetivo desta construção foi armazenar os rejeitos de flotação e lama gerados pela concentração de minério de ferro da Usina de Timbopeba, sendo sua capacidade de armazenamento de cerca de 35 milhões de m³ de rejeitos. Desde os rompimentos das barragens de Fundão, em Mariana, e Mina Córrego do Feijão, em Brumadinho, a população de Antônio Pereira vive sob o risco de rompimento da barragem do Doutor e dos impactos do seu descomissionamento.
Por conta da decisão judicial de 14 de março de 2019, a barragem do Doutor teve as operações suspensas, em função da a nova classificação do método constitutivo da barragem, que obriga a descaracterização de barragens construídas à montante. Em 1 de abril de 2020, a barragem passou do nível 1 para 2, passando a ser classificada como não controlável. Constatemente famílias são obrigadas a deixar suas casas e vivem com o medo constante de rompimentos. "São deslocamentos compulsórios que apavoram, destroem modos de vida e geram caos em comunidades inteiras".

### Manifestações
A comunidade de Antônio Pereira tem buscado resistir de várias formas, principalmente por meio de manifestações públicas. Em 12 de janeiro de 2021 manifestantes fecharam a MG – 129, por volta das seis horas da manhã, reivindicando a remoção de 25 famílias que estariam cadastradas como moradoras da área de risco, mas que ainda não haviam sido retiradas. Também solicitavam melhorias na comunicação e transparência no acesso aos processos de reparação e contratação de assessoria técnica independente. Em 2 de agosto de 2021 dezenas de garimpeiros tradicionais manifestaram-se no centro histórico de Ouro Preto, reivindicando o direito de continuar o seu oficio cultural e histórico.

## Turismo

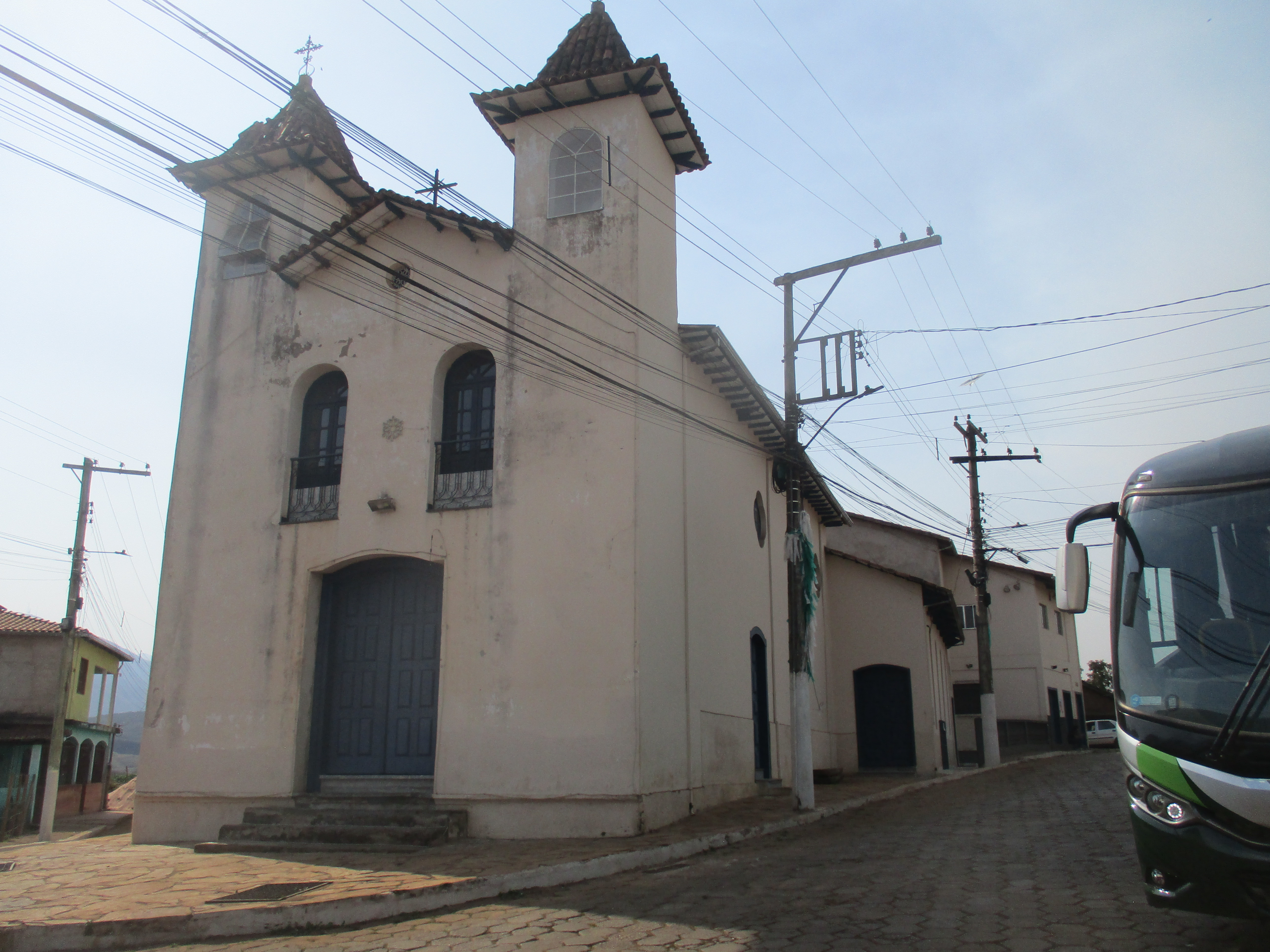
Igreja das Mercês, principal templo católico de Antônio Pereira. Visto de frente.

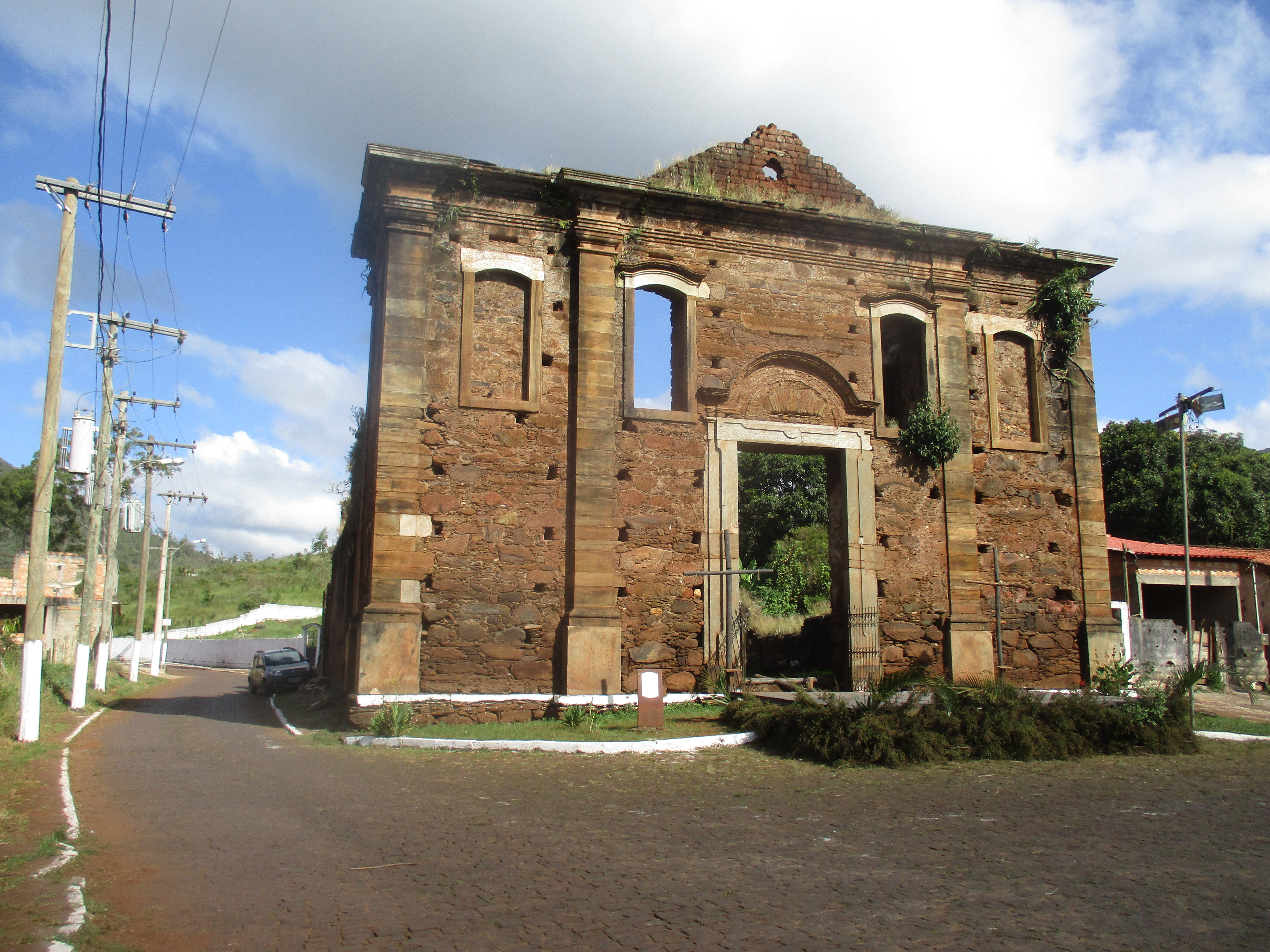
Igreja Queimada, frente, de Antônio Pereira.

### Turismo religioso

#### Jubileu de Nossa Senhora da Lapa
A figura de Nossa Senhora da Lapa é central na tradição religiosa do distrito. A devoção começou em 1722, quando crianças tiveram visões da santa em uma gruta no alto do distrito. Quando a Igreja de Nossa Senhora da Conceição pegou foto, a imagem de Nossa Senhora da Lapa que ficava em seu interior, milagrosamente apareceu na gruta, reafirmando a devoção do local.
Desde então, anualmente, a comunidade celebra o Jubileu de Nossa Senhora da Lapa em 15 de agosto, com uma festa que atrai muitos fiéis. Segundo estimativas, o distrito recebe mais de 30 mil peregrinos todos os anos. A capela de Nossa Senhora da Lapa localiza-se dentro de uma gruta natural, possuindo sete salões.

#### Igreja de Nossa Senhora das Mercês
A Igreja de Nossa Senhora das Mercês, construída após a destruição da imponente Matriz de Nossa Senhora da Conceição, é um marco importante em Antônio Pereira. Inicialmente tratava-se de uma capelinha de madeira, ela serviu como local para os ofícios religiosos e festas dedicadas a São Sebastião, Nossa Senhora do Rosário e das Mercês.
É o principal templo religioso católico utilizado atualmente.

### Turismo histórico

#### Igreja queimada
Datada do século XVIII a sua história é cheia de mistérios. Há duas versões sobre o incêndio, passadas pela História Oral. Uma dessas versões diz que a igreja foi roubada por um viajante baiano que entrou na calada da noite na igreja, retirou tudo que pôde em ouro, colocou fogo e fugiu em seguida. Sendo, portanto, um incêndio proposital. Há outra versão que diz que o incêndio foi provocado acidentalmente por uma vela esquecida pelo sacristão Roque. Como boa parte da ornamentação da igreja era em madeira, o incêndio se alastrou com rapidez, destruindo todo o templo.
Em seu interior existe um curioso cemitério ainda em funcionamento.

#### Centro histórico
Há no centro do perimetro urbano do distrito um pequeno centro histórico, com alguns casarões e casebres da época colonial. Existe ainda o Centro Cultural de Antônio Pereira, que tem por objeto a celebração e preservação da identidade cultural e histórica do distrito.

### Turismo ambiental
Alguns dos lugares mais belos e procurados pelo ecoturismo ficam nas Cachoeiras da Pedreira: três cachoeiras com quedas não muito altas e águas límpidas. A primeira, Cachoeira da Pedreira, é rasa, com altura máxima de aproximadamente um metro e a queda de água baixa. A segunda, Cachoeira da Escuridão, devido ao fato de que o sol não alcança a mesma todo o tempo, é funda, tendo aproximadamente dois metros de profundidade em alguns pontos, com uma queda d'água alta. A terceira, Cachoeira da Lajinha, é quase totalmente plana, possuindo profundidade maior. 

## Meio Ambiente
Atualmente, a área natural de Antônio Pereira é protegida por lei, por ter sido, por muitos anos, explorada por garimpeiros.
Antônio Pereira conta com uma fauna bem rica, feita principalmente de aves. Importantes espécies são achadas em Antônio Pereira, como o Casaca-de-Couro-da-Lama, Beija-Flor, Bem-Te-Vi e os Periquitões, espécies classificadas como endêmicas. A Oxyrhopus guibei, comumente conhecido como falsa coral, também habita a região. Por conta da mineração diversas especies animais estão sendo ameaçadas, sendo obrigadas, pela depredação ambiental, a se deslocar e invadir os centros urbanos.